# 吉米·奥尔森
詹姆斯·巴塞洛缪·“吉米”·奥尔森（英語：James Bartholomew "Jimmy" Olsen）是一个主要出现在DC漫画《超人》系列中的虚构角色。奥尔森是《星球日报》一个年轻的摄影记者，是露易丝·莱恩和克拉克·肯特（超人）的同事和亲密好友，并且也与他的老板佩里·怀特建立了良好的工作关系。

## 人物背景
吉米·奧爾森傳統上被描繪成一個領結佩帶，紅頭髮的年輕人，作為一個的記者和攝影師與露易絲·萊恩和克拉克·肯特一同在《星球日報》工作。在大多角色描述中，他與超人有着深厚的友誼。作為超人的親密好友，他有特殊的機會與鋼鐵之軀進行接觸。多虧超人送給吉米的一個「信號手錶」，使得吉米按下按鈕，便可以發出一個特殊的頻率使超人在地球的任何一個位置都能聽到。
在許多白銀時期的漫畫書當中，經常能夠看到吉米與超人一同冒險，而超人也經常將他救出危險或者僅僅是尷尬的處境。這一點在1954年至1974年出版的《超人的好友吉米·奧爾森》系列中尤其明顯。
「奧爾森」是一個常見的丹麥-挪威語姓氏。 然而，卻從來沒有任何提到具有斯堪的納維亞血統的人物，而不是僅僅是名字。

## 其他媒體

### 电视剧
- 《超人历险记》（Adventures of Superman，1952～1958）：由杰克·拉森（Jack Larson）饰演

- 《露易丝和克拉克：超人新历险记》（Lois & Clark: The New Adventures of Superman，1993～1997）：第一季由迈克·兰德斯（Michael Landes）饰演，第二至第四季由贾斯廷·威林（Justin Whalin）饰演。

- 《超人前传》（Smallville，2001～2011）：前后共有两个称作“吉米·奥尔森”的人物出场，为兄弟二人，都由艾伦·阿什莫（Aaron Ashmore）饰演。漫画中的奥尔森是弟弟，在剧中是个少年，只在剧终最后一集的结尾以成人形象露面；而剧集里主要露面的同名哥哥全名其实叫“亨利·詹姆斯·奥尔森”（Henry James Olsen），也曾是《星球日报》的摄影记者，因为工作时常用其中间名而简称“吉米”，是克拉克童年挚友、露易丝的表妹克洛伊的前夫，死后弟弟继承了他的遗志也成了记者。

- 《女超人》（Supergirl，2015～2021）：由梅卡德·布魯克斯（Mehcad Brooks）飾演，由此作開始吉米在其他超人影視作品（包括動畫），有時候會改成為非裔美國人。[1]。

### 電影
- 《超人》、《超人II》、《超人III》、《超人IV》、《女超人》：由马克·麦克卢尔（英语：Marc McClure）饰演。
- 《超人归来》：由山姆·亨亭顿饰演。
- DC擴展宇宙：由邁克·卡西迪飾演。
  - 《蝙蝠俠對超人：正義曙光》（2016年）
- DC宇宙：由斯凱勒·吉桑多（英语：Skyler Gisondo）飾演。
  - 《超人》（2025年）

## 外部連結
- Jimmy Olsen at Mike's Amazing World of Comics
- . Transgender Graphics and Fiction Archive. n.d.  [2018-07-06]. （原始内容存档于2015-09-06）.